# Tiszaalpár megállóhely
Tiszaalpár megállóhely egy Bács-Kiskun vármegyei vasúti megállóhely, Tiszaalpár településen, a MÁV üzemeltetésében. A megállóhely jegypénztár nélküli, nincs jegykiadás. A település központjának nyugati szélén található, közúti elérését a 4625-ös útból nyugatnak kiágazó, rövidke 45 303-as számú mellékút biztosítja.
Az 1947-es és az 1971-es menetrendekben Alpár néven szerepelt. A Magyar Falu Program 2023 elején záruló MÁV-projekt keretében új, korszerű állomásépület épül Tiszaalpár vasútállomáson.

## Vasútvonalak
Az állomást az alábbi vasútvonalak érintik:
- Kiskunfélegyháza–Kunszentmárton-vasútvonal

## Kapcsolódó állomások
A vasútállomáshoz az alábbi állomások vannak a legközelebb:
- Tiszaalpár alsó megállóhely
- Tiszaalpár felső megállóhely

## Forgalom
| Járat        | Útvonal | Gyakoriság |
| ------------ | --- | ---------- |
| személyvonat | Kiskunfélegyháza – Petőfiváros – Kismindszenti út – Borsihalom – Tiszaalpár alsó – Tiszaalpár – Tiszaalpár felső – Tőserdő – Árpádszállás – Lakitelek – Tiszaug-Tiszahídfő – Tiszaug – Tiszasas – Csépa – Szelevény – Kunszentmárton – Nagytőke – Szentes | Napi 5 pár |